# 사분면

사분면

사분면(四分面, 영어: quadrant)은 x축, y축으로 나뉜 데카르트 좌표평면의 네 부분을 말한다. 제1 사분면은 x,y의 부호가 모두 양수인 영역, 제2 사분면은 x의 부호가 음수이고, y의 부호가 양수인 영역, 제3 사분면은 x,y의 부호가 모두 음수인 영역, 제4 사분면은 x의 부호가 양수이고 y의 부호가 음수인 영역이다.
일반적으로 좌표축은 이 사분면에서 제외하고 생각한다. (즉, 좌표축 위의 점은 어떠한 사분면 위에 있다고 말할 수 없다)

## 성질
- 임의의 직선은 두 개 이상의 사분면을 지난다.

(단, x=0, y=0의 직선은 제외)